# Flaggspel

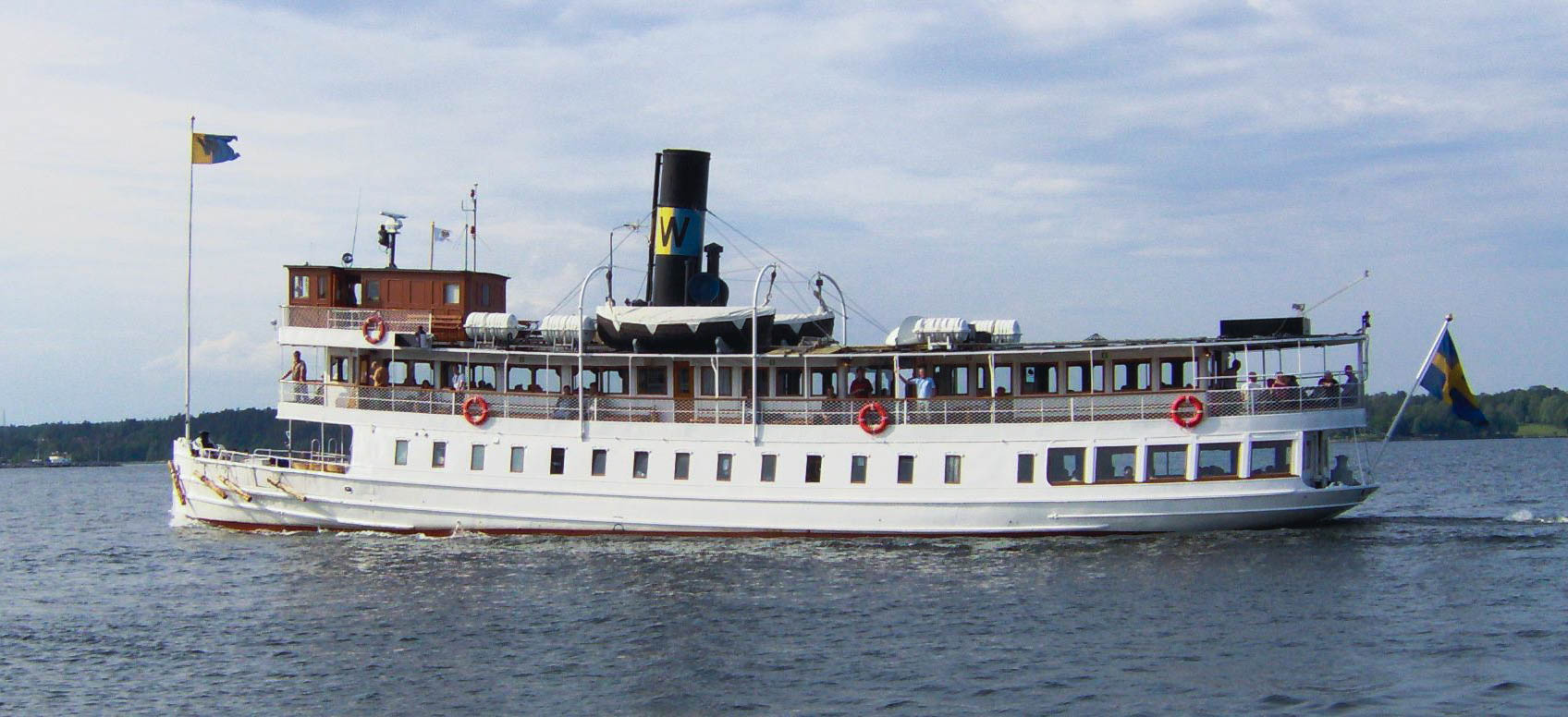
S/S Norrskär för Sveriges flagga på flaggspelet och Vaxholmsbolagets flagga på gösstaken.

Ett flaggspel är en anordning avsedd för att hissa en flagga på fartyg. Ordet spel är i detta sammanhang närmast kopplat till betydelsen vinsch. Stor flaggning, när en mängd flaggor hängs på rad i en lina över ett fartyg eller på land, sammanblandas ofta med flaggspel och benämns ibland därför oegentligt så. Flaggspel förekommer ofta i form av en stång i aktern på ett fartyg, avsedd för fartygets nationalflagga. De kan även förekomma flaggspel i form av en gösstake, vilket är en flaggstång i fören på båtar.